# Saint-André-des-Eaux (Loara Atlantycka)
Saint-André-des-Eaux (bret. Sant-Andrev-an-Doureier) – miejscowość i gmina we Francji, w regionie Kraj Loary, w departamencie Loara Atlantycka.
Według danych na rok 2010 gminę zamieszkiwało 5336 osób, a gęstość zaludnienia wynosiła 215 osób/km².